# Lutetia (treno)
Lutetia è stata una relazione ferroviaria operativa tra il 1977-1984 tra Milano e Parigi come treno espresso di prima e seconda classe e poi dal 1984 come treno InterCity e treno EuroCity, di prima e seconda classe tra Milano e Ginevra.

## Storia
La relazione venne istituita nel 1977 come Espresso diurno (Exp 226/227) e collegava Milano con Parigi, via Sempione. A partire dal 1984 il treno venne classificato Intercity 331/332.
Con l'entrata in servizio in Francia dei TGV dal 1984 il viaggio del "Lutetia" Milano-Parigi e viceversa non veniva più fatto in maniera diretta ma era comunque studiato in modo che i passeggeri, giunti a Losanna, trovassero sul solito marciapiede di stazione le porte aperte del TGV pronto ad accoglierli scesi da Milano per la sua corsa verso Parigi e da Losanna proseguiva la sua corsa fino a Ginevra Cornavin.
Il viaggio Parigi-Milano avveniva secondo questa tabella:  
- Parigi-Milano
  - TGV 21 "Lutetia" Paris-Gare-de-Lyon-Lausanne
  - InterCity 331 "Lutetia"(Genève) Lausanne-Milano
- Milano-Parigi:
  - InterCity 332 Lutetia Milano-Lausanne (Genève)
  - TGV 24 Lutetia Lausanne-Paris-Gare-de-Lyon.

Questa organizzazione delle relazioni tra Milano e Parigi, con cambio in Svizzera, riguardava anche gli altri due collegamenti, "Lemano" e "Cisalpin".
Nel 1987 il treno "Lutetia" venne riclassificato EuroCity 31/32 prolungando la sua corsa da Genève Cornavin a Genève Aéroport.

## Materiale rotabile
La sua composizione fino al 1984 prevedeva due prime classi Eurofima FS, cinque seconde classe Eurofima FS e un bagagliaio UIC-X FS in livrea arancione. Il nuovo servizio vide l'aggiunta del servizio ristorante tradizionale tra la Svizzera e l'Italia e in composizione al treno entrò anche la carrozza ristorante con cucina tradizionale delle ferrovie svizzere WRm RIC, come si può notare in qualche foto in cui si intravede il pantografo posto sull'imperiale.
Dopo la riclassificazione del treno da Intercity ad Eurocity in composizione al treno per un periodo, come testimoniato da qualche foto, è entrata anche la prestigiosa ed iconica vettura Panoramica di prima classe delle ferrovie svizzere.
In testa al treno in Italia con la linea a corrente continua a 3000 V, una E 444 o una E 656, ma in qualche caso anche una E 645/E 646; in territorio svizzero, con la linea elettrica a corrente alternata a 15000 V a 16⅔ Hz il traino era affidato a una Re 6/6, ma sovente anche una Re 4/4 II in livrea TEE, mentre in Francia in servizio veniva svolto dalle locomotive bicorrenti CC 21000 o BB 22200, essendo il tratto Parigi-Digione e da Digione fino a Dole alimentato a 1,5 kV in Corrente continua e il tratto Dole-Vallorbe alimentato a 25 kV in Corrente alternata. 
Talvolta le locomotive bicorrenti CC 21000 o BB 22200 potevano essere sostituite da una locomotiva CC 6500 monocorrente tra Parigi e Digione sotto una tensione di 1.500 V a corrente continua e da due locomotive bicorrenti BB 25500 in accoppiamento multiplo tra Digione e Vallorbe, sotto una tensione di 1.500 V a corrente continua fino a Dole, e poi sotto una tensione di 25.000 V 50 Hz a corrente alternata.

## Immagini

L'Espresso Lutetia in uscita dalla galleria del Sempione al traino di una Re 4/4 II FFS in livrea TEE
L'Eurocity Lutetia in transito alla stazione di Cuzzago al traino di una E 656 delle FS